# Juraj Vajó
Juraj Vajó (* 20. Dezember 1970 in Košice) ist ein slowakischer Komponist und Musikpädagoge.

## Leben
Juraj Vajó erhielt seine Ausbildung an der Hochschule für Musische Künste Bratislava (Vysoká škola múzických umení v Bratislave – VŠMU), wo er 1994–1998 Komposition bei Ivan Parík studierte und mit dem Magistergrad abschloss. 1999–2008 absolvierte er ein externes postgraduales Doktoratsstudium in Komposition bei Vladimír Bokes an der VŠMU mit einer Dissertation zum Thema Kompendium hudobnej teórie pre konzervatóriá (Kompendium der Musiktheorie für Konservatorien). Kompositionskurse besuchte er zudem 2002 im Rahmen der Internationalen Sommerakademie Prag–Wien–Budapest (isa) im österreichischen Reichenau an der Rax bei Kurt Schwertsik und 2003 bei den Tagen Neuer Musik im tschechischen Ostrava (Tristan Murail, Alvin Lucier, Christian Wolff, Frederic Rzewski). Seit 1998 unterrichtet Vajó Musiktheorie am Konservatorium Košice, an der Griechisch-katholischen Theologischen Fakultät der Universität Prešov sowie an der Kunstfakultät der Technischen Universität Košice (TUKE).
In seinem kompositorischen Schaffen steht Vajó den Stilmitteln der Neuen und experimentellen Musik nahe, wobei er oft akustisches Instrumentarium und Vokalstimmen mit Mitteln der Elektronik verknüpft. Ein zentraler Aspekt in Vajós Arbeiten ist der spirituelle Ansatz, der sich in einer Gegenüberstellung und in der Folge auch der daraus resultierenden Verbindung jüdischer und christlicher kultureller, aber im engeren Sinn auch religiöser Elemente ausdrückt. Seine Text- und Begriffswahl entnimmt er verschiedensten philosophischen, theologischen, literarischen historischen und politischen Themenkreisen. Diese behandelt er sowohl in Konzertstücken als auch in Theater- und Multimedia-Projekten. Zu seinen wichtigsten Partnern dabei zählen u. a. der Regisseur Anton Faraonov und der Multimediakünstler Boris Vaitovič.

## Preise und Auszeichnungen
- 2011 Ján-Levoslav-Bella-Preis für Midraš

## Werke (Auswahl)

### Bühnenwerke
- Hudba pre Bobalet (Musik für die Tanzgruppe Bobalet). Tanzperformance (2006)
- Mitote. Vaudeville für drei Musiker, drei Schauspieler und CD-Player (2009)
- Ťapákovci 2013 (2009)
- Carpet 43. Vaudeville für vier Schauspieler, Sopran, Violoncello, Saxophon, Akkordeon, Gitarre und E-Gitarre (2011)

### Orchester
- Tikun. Kantate für Sopran und  Kammerorchester (2009)
- Midraš. Konzertouvertüre (2010)

### Ensemble
- …pre cimbal a 9 nástrojov für Zymbal und neun Instrumente (2008)
- Chváliť a tľapkať... (Loben und tätscheln). Kleine Etüde zum Klatschen und Spielen für ein Kammerensemble (2009)
- Fragment für Ensemble (2016)
- Double Canon. Doppelkanon für Blasinstrumente, melodische Schlaginstrumente, Hackbrett, Tasteninstrumente und Darsteller (2018)

### Duo und Kammermusik
- Pre strigu (für eine Zauberin) für Synthesizer und E-Gitarre (1995)
- Ricercar für Violine und Klavier (1996)
- Bez názvu (Ohne Titel) für Oboe, Flöte und Klarinette (1996)
- Bez názvu (Ohne Titel) für zwei Blasinstrumente (1998)
- Sonate für Viola und Klavier (2000)
- Duo für Flöte und Kontrabass (2002)
- Notturno für Flöte, Violoncello und Klavier (2002)
- Fragmente für drei Violine und Kontrabass (2003)
- Trio für Flöte, Violoncello und Klavier (2003)
- Quartett für Flöte, Violine, Violoncello und Klavier (2003)
- Mantra für Klavierquintett (2004)
- …pre dve violy a klavír für zwei Violen und Klavier (2004)
- Hudba pre Moniku a Mariku (Musik für Monika und Marika) für Flöte und Akkordeon (2004)
- Meditation für Flöte und Klavier (2006)
- … pre hoboj, violončelo a syntezátor für Oboe, Violoncello und Synthesizer (2007)
- …pre husle a gitaru für Violine und Gitarre (2008)
- IUTHDN für Violine und Klarinette (2009)
- Porträts für Flöte, Oboe und Klarinette (2010)
- Gloria für Saxophonquartett (vor 2012)
- Chorál in memoriam Ivan Parík a... premenenie Pána... (Choral in Memoriam Ivan Parík und... die Verwandlung des Herrn…) für Violoncello und Keyboard oder Akkordeon (2012)
- Deň vladyku Pavla Petra v lochu (operný fragment v inštrumentálnej podobe) (Ein Tag von Bischof Pavol-Peter im Kerker. Opernfragment in instrumentaler Form) für Horn und Klavier (2015)[5]

### Klavier solo, zu vier Händen und zwei Klaviere
- I’ll Be Your Mirror für zwei Klaviere (1999)
- ...pre štvorručný klavír für Klavier zu vier Händen (2005)
- For Piano Duet für zwei Klaviere (2005)
- Variationen (2006)
- Proposal for piece (peace?) für zwei Klaviere (2006)
- ...pre dva klavíry für zwei Klaviere (2008)
- Part III. Theme (2013)[6]

### Diverse Soloinstrumente
- Fantasie für Akkordeon (1999)
- Variationen für Akkordeon (2002)
- …pre cimbal sólo für Zymbal (2007)
- Túvejhún für Zymbal (2014)

### Gesangsstimme(n) und Instrument(e)
- Vier Stücke für Bariton und Streichquartett (2002)
- Pieseň (Lied) nach einem Text von William Blake für Sopran, Klarinette, Viola, Schlagzeug und Klavier (2002)
- …pre synagógu (…für die Synagoge) für Sopran, Geige und Akkordeon (2007)
- …pre soprán, husle a klavír nach  Christian Morgenstern für Sopran, Geige und Klavier (2007)
- Smrť, meditácia (Tod, Meditation) für Sprecher, Flöte, Oboe, Klarinette, Schlagzeug und Video (2009)
- Urban Song für Gitarre, nichtprofessionellen Gesang und andere mögliche Mitwirkende (2009)
- Prima Practica nach hebräischen Morgengebeten in Übersetzung von Moric Kraus für Sopran und Ensemble (2010)
- Prima Practica nach hebräischen Morgengebeten in Übersetzung von Moric Kraus für Sopran, Klavier und Akkordeon (2010)
- Nigun mit einem Textfragment nach Anna Achmatowa für Sopran, Violine und Akkordeon (2012)
- San Michele (Erzengel Michael) für Stimme und Ensemble (2013)
- Psalmus 113 nach dem Bibeltext für Sopran oder Mezzosopran, Gitarre, Schlagzeug ad lib., Pfeifen ad lib. (2013)[7]
- Aramejské fragmente (Aramäische Fragmente) für Stimmen, Klavier, E-Gitarre, Bassgitarre und Theremin (2014)
- Byzantské fragmenty (Byzantinische Fragmente) für Stimmen, Klavier, Bassgitarre, Theremin und Elektronik (2014)
- Turrejhún (Blahoslavená) (Gesegnet) für Gesang, Klavier, E-Gitarre, Bassgitarre und Theremin (2014)
- Fünf Sequenzen für Gesang, Blockflöten, Tasteninstrumente, Schlagzeug und Elektronik (2022)

### Chor mit Instrumenten oder a cappella
- Útek neprispôsobivých ku centrám (Flucht vor den Unangepassten ins Zentrum) für Sprecher, gemischten Chor, Altsaxophon, Klavier und E-Gitarre (2011)
- Prišli sme ku tebe Jezuliatko (Wir sind zu dir gekommen, Jesuskind). Weihnachtslied für gemischten Kammerchor a cappella (2011)
- Asociácie (Assoziationen) für Stimme, gemischten Chor, Altsaxophon, Posaune, Klavier und Kontrabass (2012)
- Radujte sja Hospodevi (Freut euch im Herrn) für gemischten Chor a cappella (2012)

### Elektroakustische Werke
- Music for Tape and Various Instruments für Instrumente und Tonband (2006)
- ... pre ženský hlas a mg pá (Für Frauenstimme und Tonband) nach Worten von Micha Josef bin Gorion (2016)

### Multimediale Arbeiten
- Hľadanie cesty (Einen Weg suchen) für Ensemble, Video und einen Tänzer (2006)
- Ibbür für Tonband, Sopran, Mezzosopran, Akkordeon, Violine und Gitarre (2008)
- Hidden forms für Stimme, Violoncello, Bassgitarre, Keyboard, Vibraphon, Schlagzeug, Elektronik und Video (2020)[8][9]

### Texte
- Spoločné veci Noeho detí dnes a včera (Die Gemeinsamkeiten von Noahs Kindern heute und gestern), in: Kresťanstvo, judaizmus a islám v stredovekej Európe (Christentum, Judaismus und Islam im mittelalterlichen Europa). Universität Prešov, Prešov 2012, S. 89–104 (slowakisch)
- Multimediálna tvorba Borisa Vaitoviča v kontexte súčasnej slovenskey hudby (Multimediale Arbeiten von Boris Vaitovič im Kontext der zeitgenössischen slowakischen Musik). Abschlussarbeit zum Pädagogischen Ergänzungsstudium an der Akademie der Künste in Banská Bystrica[10], Banská Bystrica 2021

## CD-Diskographie (Auswahl)
- Bez názvu für Klavier solo – Societa Rigata – auf: Societa Rigata. Seven Through Five (Slovart Records, 2001)
- Variácie für Klavier solo – Ivan Buffa (Klavier) – auf: Slovak Composers‘ Fifth Variations (Slovak Music Bridge, 2011)
- Meditácia – Monika Štreitová (Flöte), Andrea Bálešová (Klavier) – auf: compro.sk11 (Vlna R, 2012)
- Urban Song – Attila Tverďák (E-Gitarre, Stimme) – auf: Attila Tverďák. Elektrická gitara (Hevhetia, 2015)[11]
- ... pre ženský hlas a mg pás – Eva Šušková (Gesang), Boris Vaitovič und Fero Király (Elektronik) – auf: Eva Šušková. secret Voice electric (Real Music House, 2016)[12]
- Part III. Theme für Klavier – Ivan Šiller (Klavier) – auf: Fifty. 32 pieces for piano + objects and electronics (InMusic, 2018)[13]
- Nigun. Liederzyklus für Kammertrio – auf: New Slovak Music 2012 (Slowakischer Musikfonds[14], 2020)
- Fünf Sequenzen für Gesang, Blockflöten, Tasteninstrumente, Schlagzeug und Elektronik, Šesť madrigalov – Ensembles Alia Amnis, Juraj Vajó (Spinett), Juraj Helcmanovský (Violine) – auf: Alia Amnis. Novosedlíková, Vajó (Slowakischer Musikfondsds, 2022)
- Túvejhún (2 Fassungen), Pochoron, Quartett für Flöte, Viola, Violoncello und präpariertes Klavier, Midraš,San Michele – Michal Paľko (Dulcimer), Monika Duarte Streitová (Flöte), Peter Zwiebel (Viola), Andrej Gál (Violoncello), Ivan Buffa (Klavier), Melos Ethos Ensemble, Dirigent: Daniel Gazon, Urban Hudák Ensemble, Slowakische Philharmonie, Dirigent: Tomasz Bugaj u. a. – auf: Juraj Vajó. Pamiatke mȏjho otca (Zum Gedächtnis meines Vaters) (Hevhetia, 2023)